# Moreno Torricelli
Moreno Torricelli (Erba, 23 de janeiro de 1970) é um ex-futebolista e treinador de futebol italiano que atuou pela Juventus durante a maior parte de sua carreira.
Também teve passagens pela Seleção Italiana, e por Fiorentina, Arezzo e Espanyol.

## Carreira
Torricelli teve um início de carreira incomum: até os dezoito anos, jogava nas divisões amadoras do futebol italiano, onde atuou por Oggiono (sexta divisão) e Caratese (quinto nível). Como ainda não era profissional, ele trabalhava ainda como marceneiro na região da Brianza.
Quando a Caratese jogou um amistoso contra a tradicional Juventus, em 1992, o lateral foi convidado para um período de testes na Vecchia Signora e impressionou o técnico Giovanni Trapattoni, que pediu sua contratação. A estreia foi em setembro do mesmo ano, contra a Atalanta, que foi derrotada por 4–1. Em seis temporadas, Gepeto (apelido que ganhou por ter sido marceneiro) conquistou dez títulos pela Juventus, alem de ter atuado em 153 jogos e marcado dois gols. Pouco depois da Copa de 1998, deixou a Juve e reencontrou Trapattoni na Fiorentina, onde novamente foi bastante utilizado (disputou 99 partidas), mas em 2002 a Viola entrou em falência por problemas financeiros, e Torricelli saiu da equipe.
Após ficar o restante do ano parado, assinou com o Espanyol em janeiro de 2003, e atuou em 33 jogos. Voltou ao futebol italiano em 2004, desta vez no Arezzo, onde participou de 25 partidas e marcou um gol antes de sua aposentadoria em 2005.

## Seleção Italiana
Entre 1996 e 1999, Torricelli disputou dez jogos pela Seleção Italiana, estreando num amistoso contra o País de Gales, um dia após seu aniversário de 26 anos. Convocado para a Eurocopa de 1996, atuou em apenas um jogo, no empate sem gols contra a Alemanha.
Preterido nas convocações de Cesare Maldini em 1997, Gepeto voltou a figurar nas listas do treinador no ano seguinte, sendo inclusive convocado para a Copa da França, mas não entrou em campo nos cinco jogos da Azzurra, que caiu nas quartas-de-final. A despedida internacional foi em 1999, no empate sem gols contra a Noruega.

## Carreira como treinador
Em 2007, Torricelli virou técnico das categorias de base da Fiorentina, cargo que exerceria por um ano. Como treinador principal, o ex-jogador trabalhou em Pistoiese e Figline. A morte de sua esposa Barbara, em outubro de 2010, fez com que ele abandonasse a carreira e passasse a morar em Lillianes, um vilarejo na região alpina do Vale de Aosta, juntamente com os três filhos.

## Títulos

### Clube
Juventus
- Serie A: 1994–95, 1996–97, 1997–98
- Coppa Italia: 1994–95
- Supercopa da Itália: 1995, 1997
- UEFA Champions League: 1995–96
- UEFA Cup: 1992–93
- UEFA Super Cup: 1996
- Intercontinental Cup: 1996

Fiorentina
- Coppa Italia: 2000–01